# Engie Open de Limoges 2017 - Doppio
Elise Mertens e Mandy Minella erano le detentrici del titolo, ma hanno deciso di non partecipare a questa edizione del torneo.
In finale Valerija Savinych e Maryna Zanevs'ka hanno sconfitto Chloé Paquet e Pauline Parmentier con il punteggio di 6–0, 6–2.

## Teste di serie
1. Natela Dzalamidze /  Xenia Knoll (quarti di finale)
2. Alexandra Cadanțu /  Monica Niculescu (semifinale, ritirate)

1. Michaëlla Krajicek /  Alla Kudrjavceva (semifinale)
2. Valerija Savinych /  Maryna Zanevs'ka (campionesse)

## Wild card
1. Chloé Paquet /  Pauline Parmentier (finale)

## Tabellone

### Legenda
| - Q = Qualificato - WC = Wild card - LL = Lucky loser | - ALT = Alternate - SE = Special Exempt - PR = Protected Ranking | - w/o = Walkover - r = Ritirato - d = Squalificato |

|  | Quarti di finale | Quarti di finale         | Quarti di finale         | Quarti di finale | Quarti di finale |  |  | Semifinali | Semifinali               | Semifinali             | Semifinali             | Semifinali             |   |   | Finale | Finale                | Finale                | Finale | Finale |  |
|  |                  |                          |                          |                  |                  |  |  |            |                          |                        |                        |                        |   |   |        |                       |                       |        |        |  |
|  | 1                | N Dzalamidze X Knoll     | 3                        | 7                | [5]              |  |  |            |                          |                        |                        |                        |   |   |        |                       |                       |        |        |  |
|  | WC               | C Paquet P Parmentier    | 6                        | 5                | [10]             |  |  | WC         | C Paquet P Parmentier    | 1                      | 6                      | [10]                   |   |   |        |                       |                       |        |        |  |
|  | 3                | M Krajicek A Kudrjavceva | M Krajicek A Kudrjavceva | 6                | 6                |  |  | 3          | M Krajicek A Kudrjavceva | 6                      | 0                      | [7]                    |   |   |        |                       |                       |        |        |  |
|  |                  | T Moore C Perrin         | T Moore C Perrin         | 3                | 4                |  |  |            |                          |                        |                        |                        |   |   | WC     | C Paquet P Parmentier | C Paquet P Parmentier | 0      | 2      |  |
|  |                  | C Lister E-G Ruse        | 6                        | 5                | [14]             |  |  |            |                          | 4                      | V Savinych M Zanevs'ka | V Savinych M Zanevs'ka | 6 | 6 |        |                       |                       |        |        |  |
|  | 4                | V Savinych M Zanevs'ka   | 2                        | 7                | [16]             |  |  | 4          | V Savinych M Zanevs'ka   | V Savinych M Zanevs'ka | V Savinych M Zanevs'ka | w/o                    |   |   |        |                       |                       |        |        |  |
|  |                  | M Arcangioli S Reix      | M Arcangioli S Reix      | 3                | 1                |  |  | 2          | A Cadanțu M Niculescu    | A Cadanțu M Niculescu  | A Cadanțu M Niculescu  |                        |   |   |        |                       |                       |        |        |  |
|  | 2                | A Cadanțu M Niculescu    | A Cadanțu M Niculescu    | 6                | 6                |  |  |            |                          |                        |                        |                        |   |   |        |                       |                       |        |        |  |